# Richard Schrock
Richard Royce Schrock (Berne, 4 gennaio 1945) è un chimico statunitense, vincitore, insieme a Yves Chauvin e Robert Grubbs, del premio Nobel per la chimica nel 2005, per «lo sviluppo del metodo della metatesi nella sintesi organica».

## Biografia

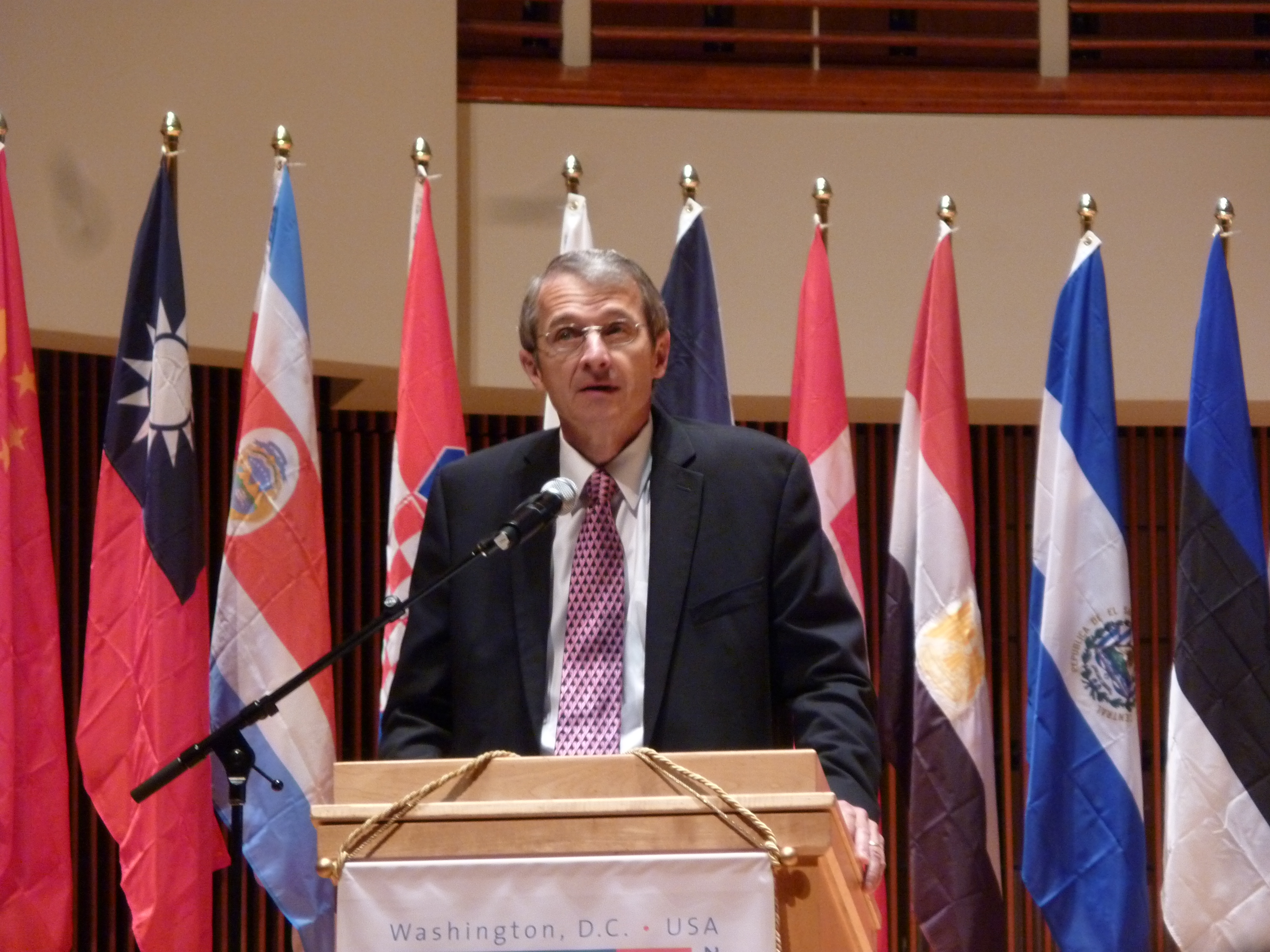
R. Schrock durante la cerimonia di apertura della 44ª Olimpiade internazionale della chimica in Washington D.C., nel luglio del 2012.

Nato a Berne, nello stato dell'Indiana, Schrock frequenta la Mission Bay High School di San Diego, in California. Si laurea nel 1967 all'Università della California (per la precisione, presso il campus di Riverside. Nel 1971 consegue il dottorato all'Università di Harvard con John A. Osborn. Tra 1971 e 1972 conduce gli studi post-dottorato presso l'Università di Cambridge con Jack Lewis. Nel 1972 è assunto dalla DuPont, azienda per la quale lavora presso la stazione sperimentale di Wilmington, nel Delaware. Nel 1975 entra a far parte del corpo docenti del Massachusetts Institute of Technology, diventando professore a pieno titolo nel 1980.
Attualmente ricopre il ruolo di Frederick G. Keyes Professor of Chemistry presso il MIT, carica ottenuta nel 1989. Inoltre, è membro dell'American Academy of Arts and Sciences e della National Academy of Sciences.

### Vita privata
Schrock è sposato con Nancy Carlson dal 1971 e ha due figli, Andrew ed Eric. La famiglia vive a Winchester, nel Massachusetts.

## Premio Nobel
Nel 2005, a Richard Schrock è stato assegnato il premio Nobel per la chimica, insieme a Robert Grubbs e Yves Chauvin, per i suoi studi nel campo della metatesi olefinica, una tecnica di sintesi organica.